# 이매큘레이트
《이매큘레이트》(영어: Immaculate 이매큘럿[*])는 2024년 개봉한 미국의 심리 공포 영화로, 마이클 모한이 감독을 맡았다. 이탈리아 수녀원에 오게 된 미국인 수련수녀(시드니 스위니 분)가 그곳에 감춰진 끔찍한 비밀을 알아간다.

## 줄거리
아직 수련 중인 예비 수녀 시실리아는 어려서 호수에 빠져 7분간 사망 선고를 받았다가 되살아난 후 신이 자신을 살린 이유가 있을 거라 믿고 기독교에 귀의하였다. 시실리아는 테데스키 신부 초청을 받아 죽음이 임박한 노령의 수녀들을 돌보는 이탈리아 수녀원에 도착한다. 이 수녀원 예배당에는 예수가 매달렸던 십자가에 박혀있었다는 성유물인 거룩한 못이 있다. 곧 종신서원으로 정식 수녀가 되면서 시실리아는 복음적 권고(정결, 청빈, 순명)를 준수할 것을 맹세하고 묵주를 받는다.
시실리아는 남자와 단 한 번도 관계한 적이 없음에도 악몽을 꾼 뒤 임신을 한다. 수녀원 사람들은 시실리아를 새 마리아로 떠받들기 시작하고 아이를 축복으로 여긴다. 치아가 빠지는 등 건강이 급격히 악화되자 병원에 보내줄 것을 부탁하지만 테데스키 신부가 거절한다. 시실리아는 방에 걸린 마리아 그림에 가려진 벽면에 다른 수녀가 경고 의미로 고린토인들에게 보낸 둘째 편지 11장 14절을 새겨놓은 것을 발견한다. 궨 수녀는 이곳 수녀들이 오랫동안 가혹 행위를 당해왔음을 암시하며, 이를 묵인하는 수녀원 윗사람들을 공개적으로 비난한다. 얼마 후 궨 수녀는 혀가 잘린다.
시실리아가 계속 도망을 시도하자 테데스키는 자신이 신부가 되기 전 유전공학자였으며 새 메시아를 맞이하기 위해 성스러운 못에서 추출한 DNA로 수녀들을 임신시켜봤으나 계속 실패했고 시실리아가 첫 성공체라고 설명한다. 테데스키와 프랑코 메롤라 추기경은 시실리아를 묶어놓고 십자가 형상 인두로 발바닥에 단근질을 한다.
탈출을 포기하지 않은 시실리아가 수녀원장을 십자고상으로 때려죽인 직후 양막이 파수된다. 그래도 시실리아는 멈추지 않고 이어 묵주로 추기경을 목 졸라 죽이고, 테데스키의 실험실에 에탄올을 붓고 불을 붙인 뒤 수녀원 지하 카타콤으로 도망친다. 그곳에서 시실리아는 궨 수녀의 난도질된 시체를 발견한다. 뒤쫓아온 테데스키가 시실리아의 배를 가르려고 하자 시실리아는 앞서 훔쳤던 성스러운 못으로 테데스키의 목을 그어 죽인다.
카타콤에서 나온 시실리아는 출산을 한 뒤 이로 직접 탯줄을 끊어낸다. 한동안 공포에 질려 아기를 바라보던 시실리아는 곧 근처에 놓인 돌로 아기를 내려쳐 죽인다.

## 출연
- 시드니 스위니 - 시실리아 수녀 역
- 알바로 모르테 - 살 테데스키 역
- 도라 로마노 - 수녀원장 역
- 베네데타 포르카롤리 - 궨 수녀 역
- 조르조 콜란젤리 - 프랑코 메롤라 추기경 역
- 시모나 타바스코 - 마리 수녀 역
- 줄리아 히트필드 디렌치 - 이자벨 수녀 역
- 잠피에로 주디카 - 갈로 의사 역

## 제작
이 영화는 시드니 스위니가 아직 이름이 알려지지 않았던 2014년에 오디션을 보았으나 제작이 무산된 영화였다. 스위니는 드라마 《유포리아》(2019)로 본격적으로 뜬 직후 앤드루 로벨이 쓴 대본 판권을 구매하였고, 이전에 함께 작업한 바 있는 마이클 모한에게 연락해 감독직을 맡아줄 것을 요청하였다. 스위니는 또한 본인의 제작사 피프티피프티 필름스를 통해 직접 제작을 맡았다. 모한에 따르면 원 각본은 고등학교 여학생들이 이야기의 중심이었으나 스위니의 의견, 그리고 관객의 기대를 고려하여 수녀들로 바꾸었다고 한다.

## 개봉
2023년 12월 네온에서 미국 내 배급권을 획득하였다. 2024년 3월 12일 사우스 바이 사우스웨스트에서 전 세계 최초로 상영되었다. 2024년 3월 22일 미국에서 개봉하였다.

## 반응
리뷰 애그리게이터 로튼 토마토에서는 198명의 평론가 평을 통해 71% 긍정 평가로 나타났으며 시드니 스위니의 연기가 호평을 받았다. 가중 산술 평균을 사용하는 메타크리틱에서는 39명의 평론가 평을 바탕으로 100점 만점에 57점을 기록하면서 "혼재된 혹은 평균"에 해당하는 평가를 받았다.

## 같이 보기
- 오멘: 저주의 시작: 함께 쌍둥이 영화로 묶여 지칭된 영화.